# Markus Kienzl

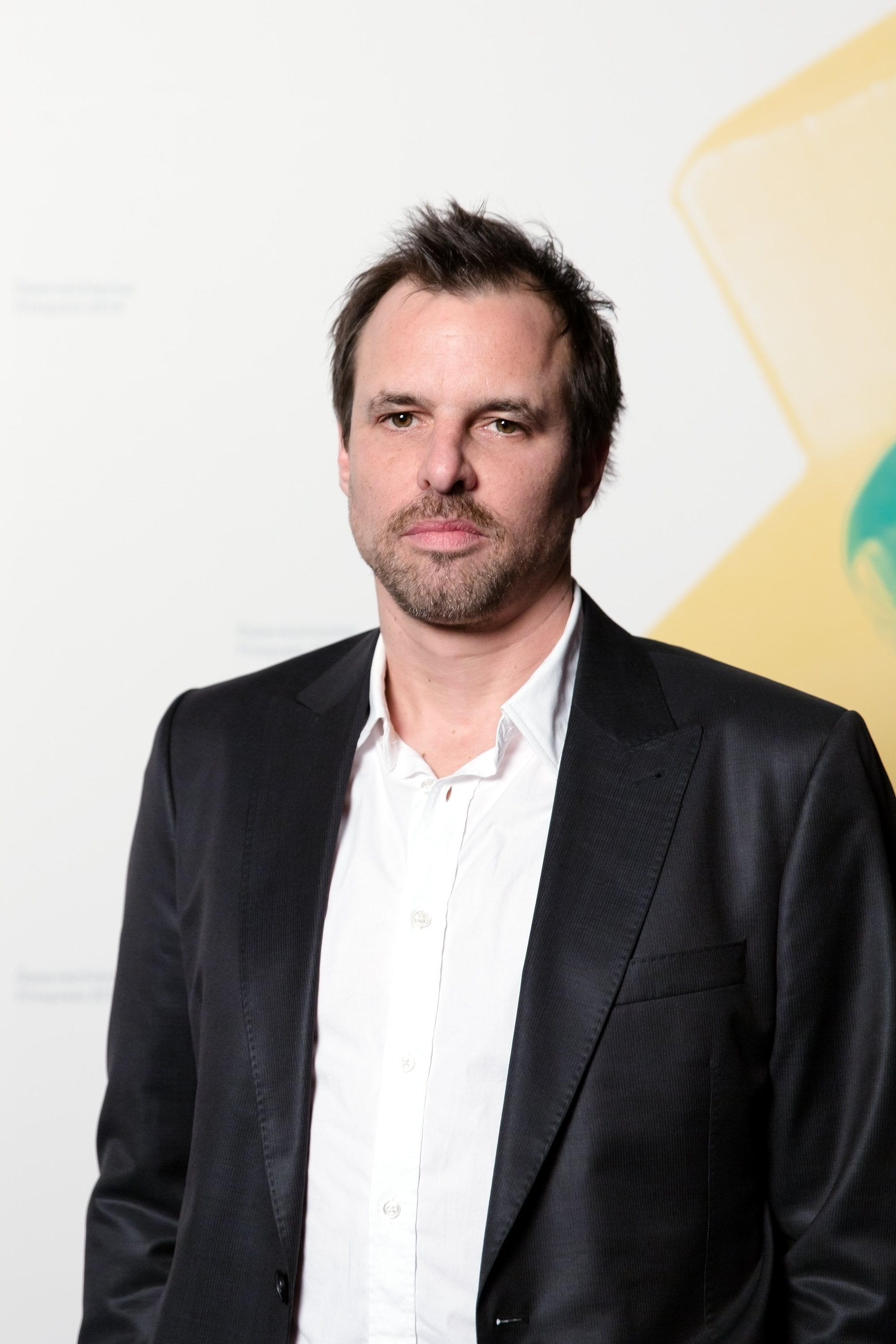
Markus Kienzl (2016)

Markus Kienzl (* 16. März 1973 in Mödling) ist ein österreichischer Musiker aus Wien.

## Leben
Markus Kienzl ist Musiker, Musikproduzent und Filmkomponist. Er lebt und arbeitet in Wien. Bekannt ist er vor allem als Gründungsmitglied der österreichischen Band Sofa Surfers. 1999 veröffentlichte Kienzl 1999 seine erste Solo-EP „TILT“ auf dem Wiener Label Klein Records. Im Jahr 2005 erschien sein Debüt-Album „Product“ und die darauf enthaltene Single „Dundy Lion feat Paul St. Hilaire“ wurde als Main-Title für das Rockstar Game „Midnight-Club LA“ lizenziert. Im folgenden Jahr produzierte Kienzl auch die Musik für den Film „Dad’s Dead“ von Christopher Schier und David Schalko.
Zusammen mit den Sofa Surfers produzierte Kienzl die Soundtracks zu den Kinoverfilmungen der Wolf Haas Kriminalromane Komm süßer Tod (2000), Silentium (2004), Der Knochenmann (2009) und Das ewige Leben (2015) von Wolfgang Murnberger.
2003 entstand die Musik für "Life In Loops" von  Timo Novotny, einem anlässlich der Eröffnung der Cinedays in Brüssel gemeinsam live aufgeführten filmischen Remix welcher 2006 als 35-mm-Kopie in der Kategorie "Best Documentary" beim Karlovy Vary International Filmfestival gewann.
Aus dieser Zusammenarbeit entstand auch der Film „Trains of Thoughts“, der den österreichischen Pavillon bei der 13. Architekturbiennale in Venedig 2012 eröffnete. 2009 war er als Produzent für Tania Saedis Debüt-Album „Exhale“ tätig und veröffentlichte sein zweites Solo-Album „Density“. 2010 folgte eine Nominierung für den Amadeus Austrian Music Award, seinen ersten als Solokünstler nach drei vorangegangenen Nominierungen mit seiner Band Sofa Surfers.
Er war auch immer wieder als Remixer tätig und so brachte ihm seine Zusammenarbeit mit Richard Dorfmeister für „The Stoppa“ (Richard Dorfmeister Meets Markus Kienzl Remix) für den jamaikanischen Dancehall-Sänger Cutty Ranks 2015 eine Nominierung bei den 58. Grammy Awards für Best Rap Song ein, da Drake für seinen Track „Energy“ ein Sample aus dem Track benutzte.
Markus Kienzl ist Mitglied der Akademie des österreichischen Films. Zusammen mit Wolfgang Frisch war Kienzl für den Österreichischen Filmpreis 2016 in der Kategorie „beste Filmmusik“ für den Film „Das Ewige Leben“ nominiert.
Seit 2017 widmet sich Kienzl verstärkt seiner Tätigkeit als Filmmusikkomponist, die ihren Anfang schon 1997 bei der Arbeit zum Kurzfilm "Wirehead" von Timo Novotny und Norbert Pfaffenbichler nahm. In den Jahren 2017 bis 2021 produzierte Kienzl die Soundtracks für 4 Folgen der Krimiserie „Tatort“ im Auftrag des ORF und des Bayerischen Rundfunks. Im Auftrag des ZDF produzierte Kienzl die Musik für die Serie „Dead End“. Für den Sender SKY produzierte Kienzl die Musik zur Miniserie die „Die Ibiza Affäre“ und die dritte Staffel der Serie „Der Pass“. Instrumentalfassungen der Stücke seines 2024 veröffentlichten Albums "THREE" bildeten den Soundtrack zur Serie Metrokosmos auf Arte. 
Kienzl ist verheiratet und Vater zweier Kinder.

## Diskografie

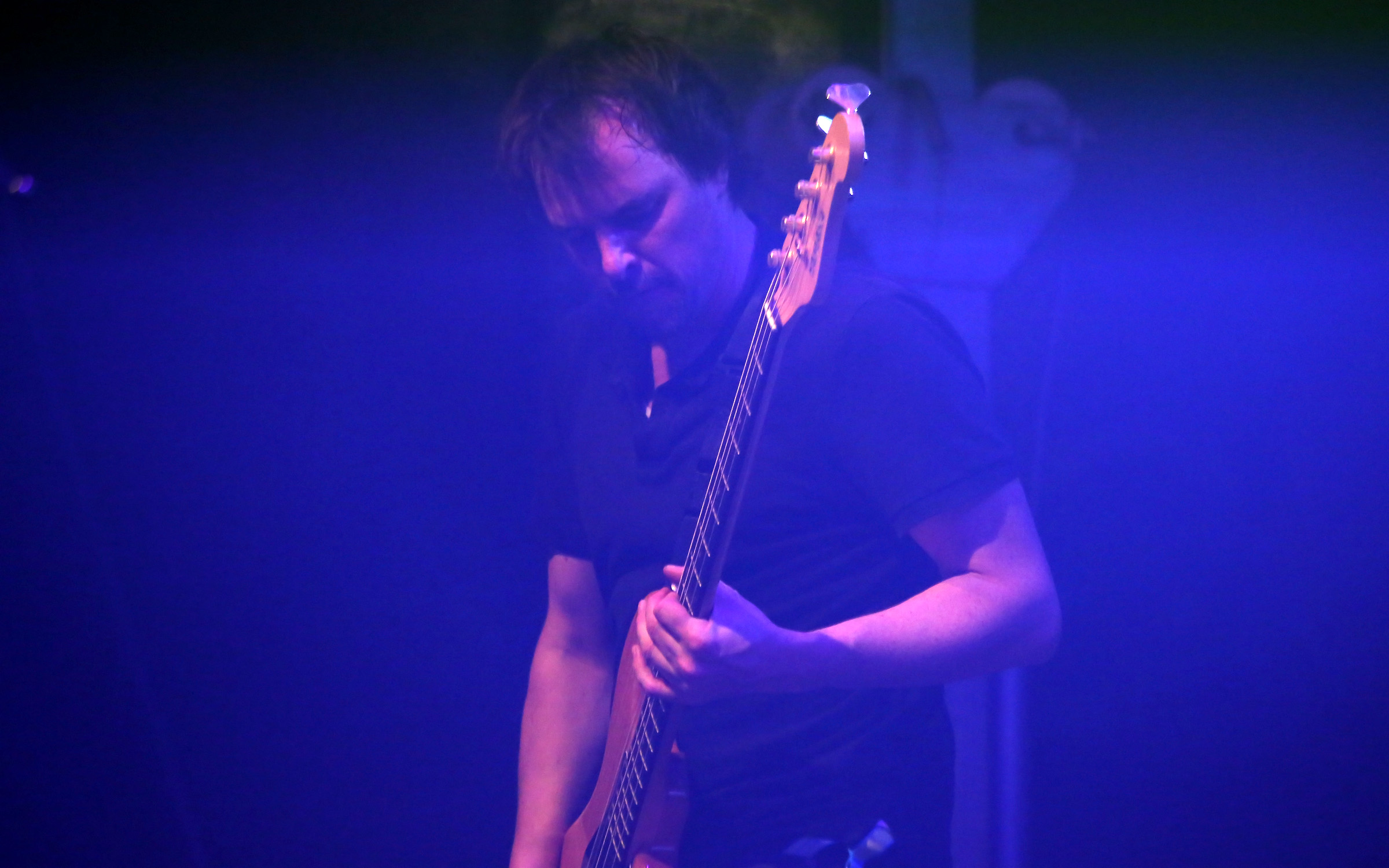
Markus Kienzl bei einem Konzert der Sofa Surfers, 2013

### Alben
- 2005: Product, Klein Records
- 2009: Density, Klein Records
- 2024: THREE, Monoscope Audio

### EPs
- 1999: Tilt EP,[9] Klein Records
- 2001: Sincerely Yours Part Two Of 5 (als „Senior Piccolino“), Klein Records
- 2005: Markus Kienzl On Ear, Olliwood Records, On Ear
- 2014: For God's Sake EP, Fabrique Records

### Singles
- 2005: Dundy Lion, Klein Records
- 2013: Terror, Fabrique Records
- 2014: Well, Fabrique Records

## Filmografie (Auswahl)

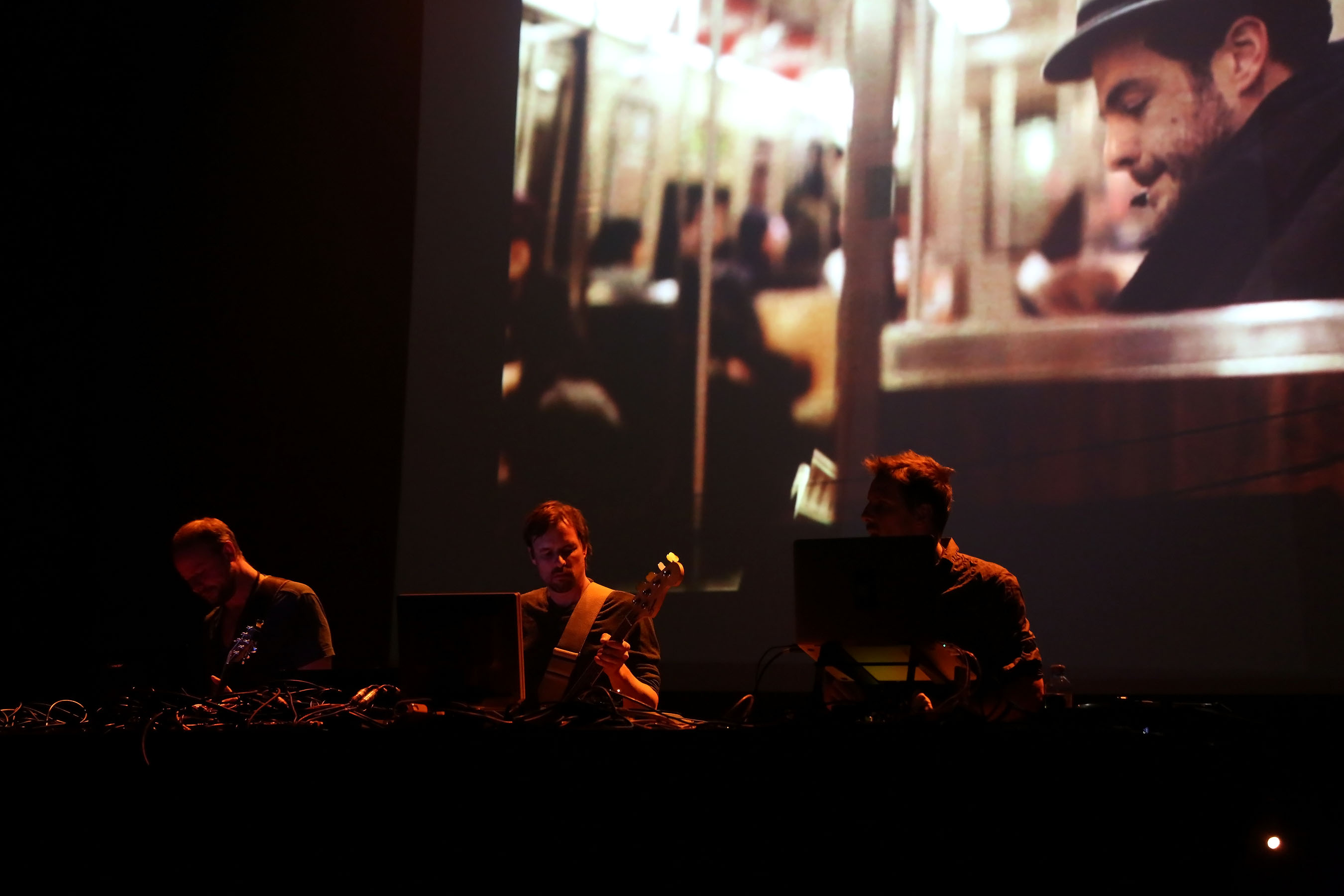
Live-Performance zu Trains of Thoughts mit Wolfgang Frisch, Markus Kienzl und Timo Novotny (2013)

- 1995: Wirehead (Kurzfilm von Timo Novotny und Norbert Pfaffenbichler)
- 1997: Daydream Nation (Dokumentation von Ebba Sinzinger)
- 2000: Komm süßer Tod
- 2002: Nogo
- 2003: The Poet
- 2004: Silentium
- 2006: Life in Loops
- 2006: Dad’s Dead
- 2009: Der Knochenmann
- 2012: Trains of Thoughts
- 2012: Void
- 2014: Menschen am Sonntag
- 2015: Das ewige Leben
- 2017: Tatort: Wehrlos (Fernsehreihe)
- 2018: Tatort: Die Faust (Fernsehreihe)
- 2019: Dead End (Serie – 6 Folgen)[10]
- 2019: Cops[11]
- 2019: Todesfrist – Nemez und Sneijder ermitteln (Fernsehreihe)
- 2019: Glück gehabt (Fernsehfilm)
- 2020: Tatort: Lass den Mond am Himmel stehn (Fernsehreihe)
- 2021: Tatort: Die Amme (Fernsehreihe)
- 2021: Die Ibiza Affäre (a Sky Original)[12]
- 2021: Todesurteil – Nemez und Sneijder ermitteln (Fernsehreihe)
- 2023: Der Pass (Fernsehserie, 8 Folgen)
- 2024: Metrokosmos (Dokumentarfilmserie, 5 Folgen)
- 2025: Die Affäre Cum-Ex (Fernsehserie)

## Auszeichnungen und Nominierungen

### Auszeichnungen
Amadeus Austrian Music Award
- Best Album Electronic/Dance 2010 – mit Sofa Surfers
- Best Album Alternative 2013 – mit Sofa Surfers

Romy
- Bester Kinofilm 2016 – Das ewige Leben – mit  Wolfgang Frisch
- Beste Serie TV/Stream 2022 – Die Ibiza Affäre
- Beste Serie TV/Stream 2023 – Der Pass

### Nominierungen
Amadeus Austrian Music Award
- Best Album Dance 2002 – mit Sofa Surfers
- Radio FM4 Award 2006 – mit Sofa Surfers
- Radio FM4 Award 2010 für „Density“

Österreichischer Filmpreis
- Beste Filmmusik für „Das Ewige Leben“ 2015 – mit  Wolfgang Frisch
- Beste Filmmusik für „Cops“ 2018 – mit  Wolfgang Frisch

Grammy Awards
- Best Rap Song 2016[13]